# Bahnhof Hatchōnawate
Der Bahnhof Hatchōnawate (jap. 八丁畷駅, Hatchōnawate-eki) ist ein Bahnhof auf der japanischen Insel Honshū. Er wird gemeinsam von den Bahngesellschaften Keikyū und JR East betrieben und befindet sich in der Präfektur Kanagawa auf dem Gebiet der Stadt Kawasaki.

## Verbindungen
Hatchōnawate ist ein Kreuzungsbahnhof, an dem sich zwei Linien der Bahngesellschaften Keikyū und JR East auf unterschiedlichen Ebenen kreuzen. Die untere ist die entlang der Bucht von Tokio verlaufende Keikyū-Hauptlinie von Tokio über Yokohama nach Yokosuka, die obere eine im Stadtgebiet von Kawasaki verlaufende Zweigstrecke der Nambu-Linie von JR East. Vom Personenverkehrsaufkommen her ist die Keikyū-Hauptlinie die weitaus bedeutendere, während auf der Nambu-Linie vor allem Schienengüterverkehr abgewickelt wird.
Auf der Keikyū-Hauptlinie halten Nahverkehrszüge tagsüber alle zehn Minuten, während der Hauptverkehrszeit durchschnittlich alle sechs bis sieben Minuten. Sie verkehren in der Regel zwischen den Bahnhöfen Shinagawa und Uraga; Eil- und Schnellzüge fahren hier ohne Halt durch. Auf der Nambu-Linie fahren Nahverkehrszüge im Einmannbetrieb tagsüber alle 30 bis 40 Minuten, während der Hauptverkehrszeit alle 10 bis 20 Minuten. An einer nahe gelegenen Bushaltestelle halten zwei Linien der Gesellschaft Kawasaki Tsurumi Rinko Bus.

## Anlage
Der Turmbahnhof steht an der Grenze der Stadtteile Ikeda (im Norden) und Shimonamiki (im Süden), die beide zum Bezirk Kawaski-ku der Stadt Kawasaki gehören. Von Nordosten nach Südwesten ausgerichtet ist der Bahnhofteil der Keikyū-Hauptlinie. Er nimmt die untere Ebene ein und besitzt zwei Gleise an vollständig überdachten Seitenbahnsteigen. Die Gleise sind hier ebenerdig verlegt und unmittelbar nördlich des Bahnhofs ist ein höhengleicher Bahnübergang zu finden. Annähernd rechtwinklig dazu erstreckt sich auf der oberen Ebene der von Nordwesten nach Südosten ausgerichtete Bahnhofteil der Nambu-Linie. Er besitzt drei Gleise, von denen nur das nördlichste dem Personenverkehr dient. Die beiden anderen Gleise sind dem Schienengüterverkehr vorbehalten und gehören zu der in diesem Bereich parallel verlaufenden Tōkaidō-Güterlinie zwischen Tsurumi und dem Hafen von Kawasaki. Der Seitenbahnsteig der Nambu-Linie ist gleichzeitig eine Fußgängerverbindung zwischen beiden Bahnsteigen der Keikyū-Hauptlinie. Das Empfangsgebäude befindet sich an der Nordostecke der Anlage, ein Nebeneingang an der Westseite.
Im Fiskaljahr 2019 nutzten durchschnittlich 9982 Fahrgäste täglich den Bahnhof. Davon entfielen 8190 auf die Keikyū-Hauptlinie und 1792 auf die Nambu-Linie.

## Bilder

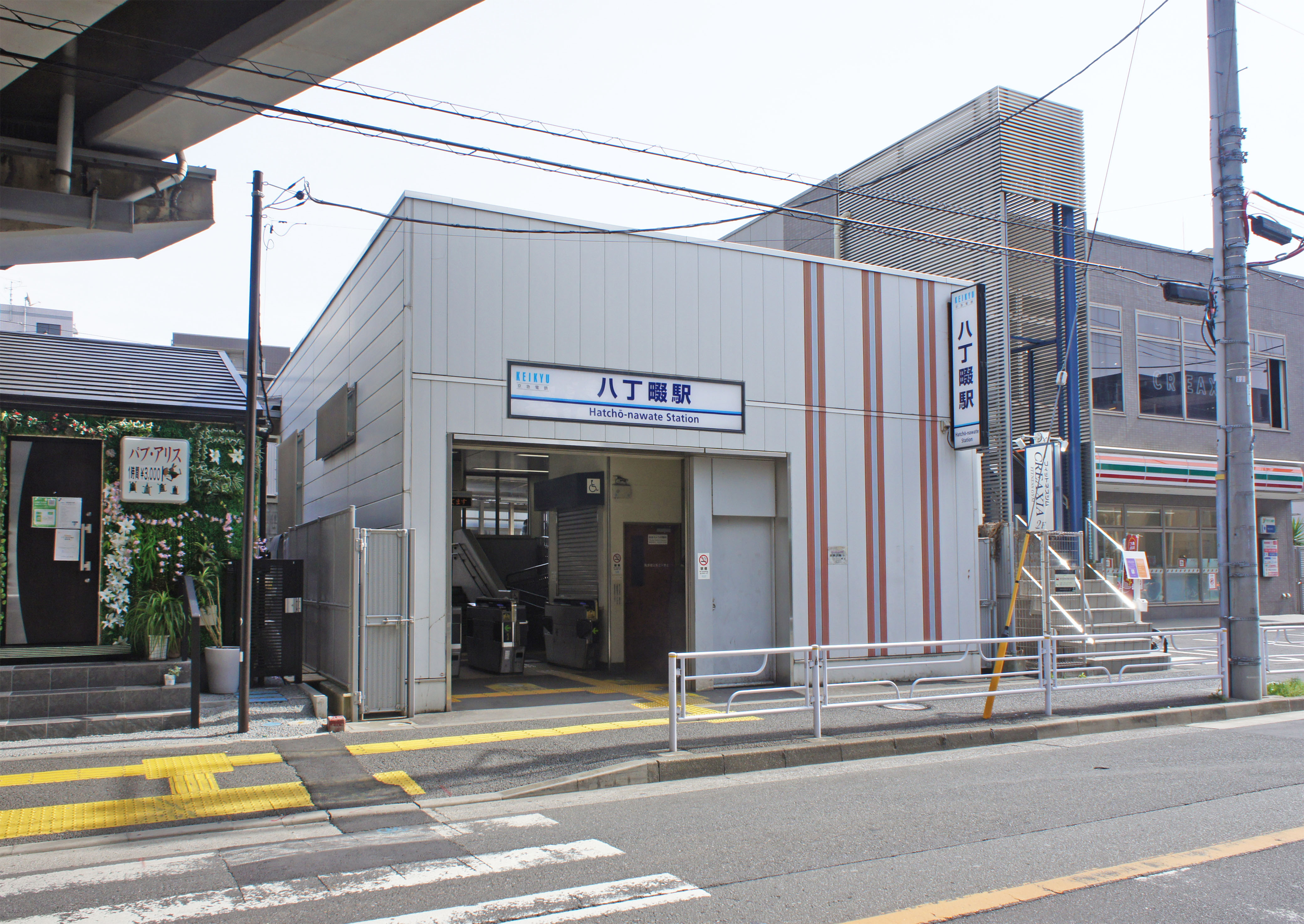
Westeingang
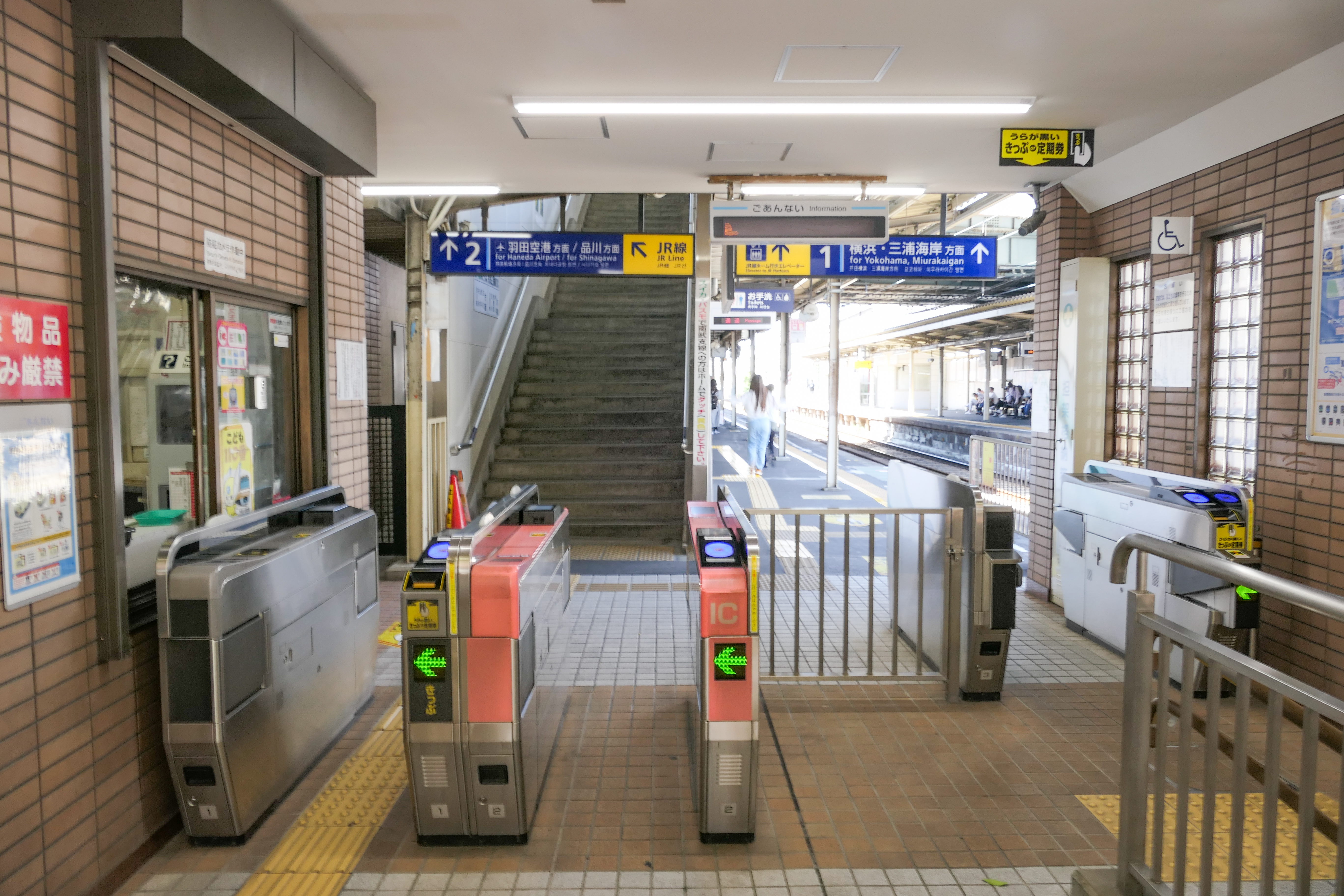
Bahnsteigsperren
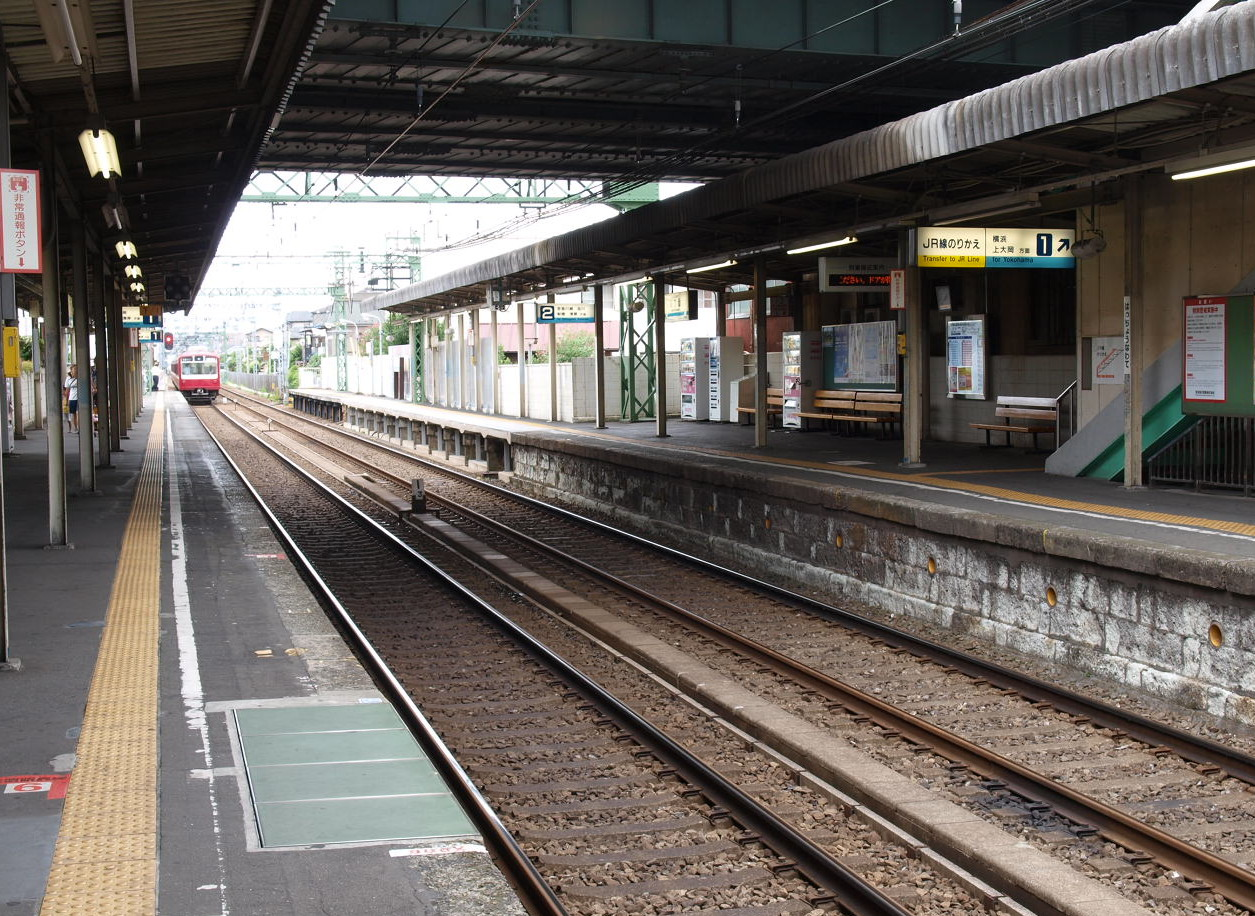
Bahnsteige der Keikyū-Hauptlinie
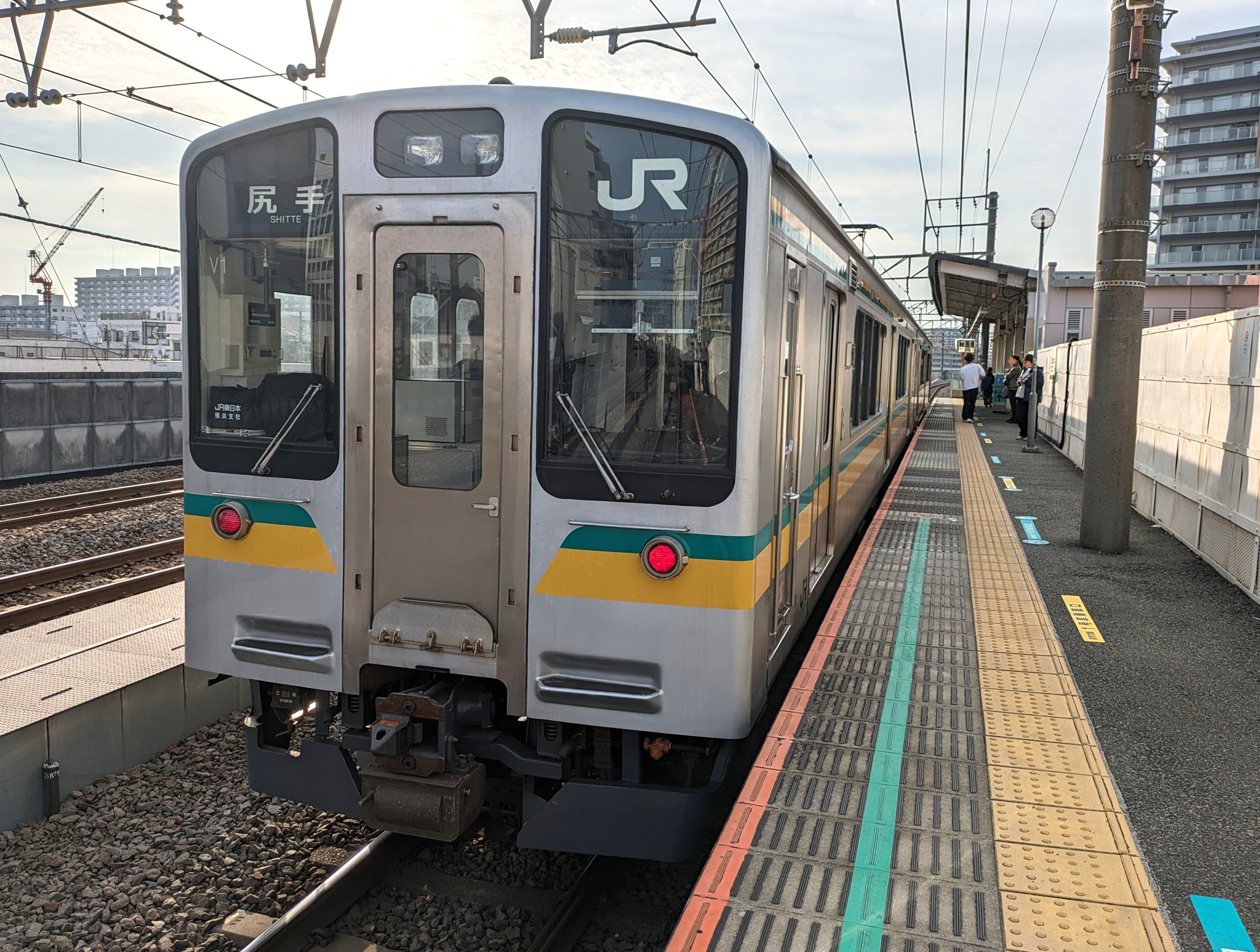
Triebzug der Baureihe E127
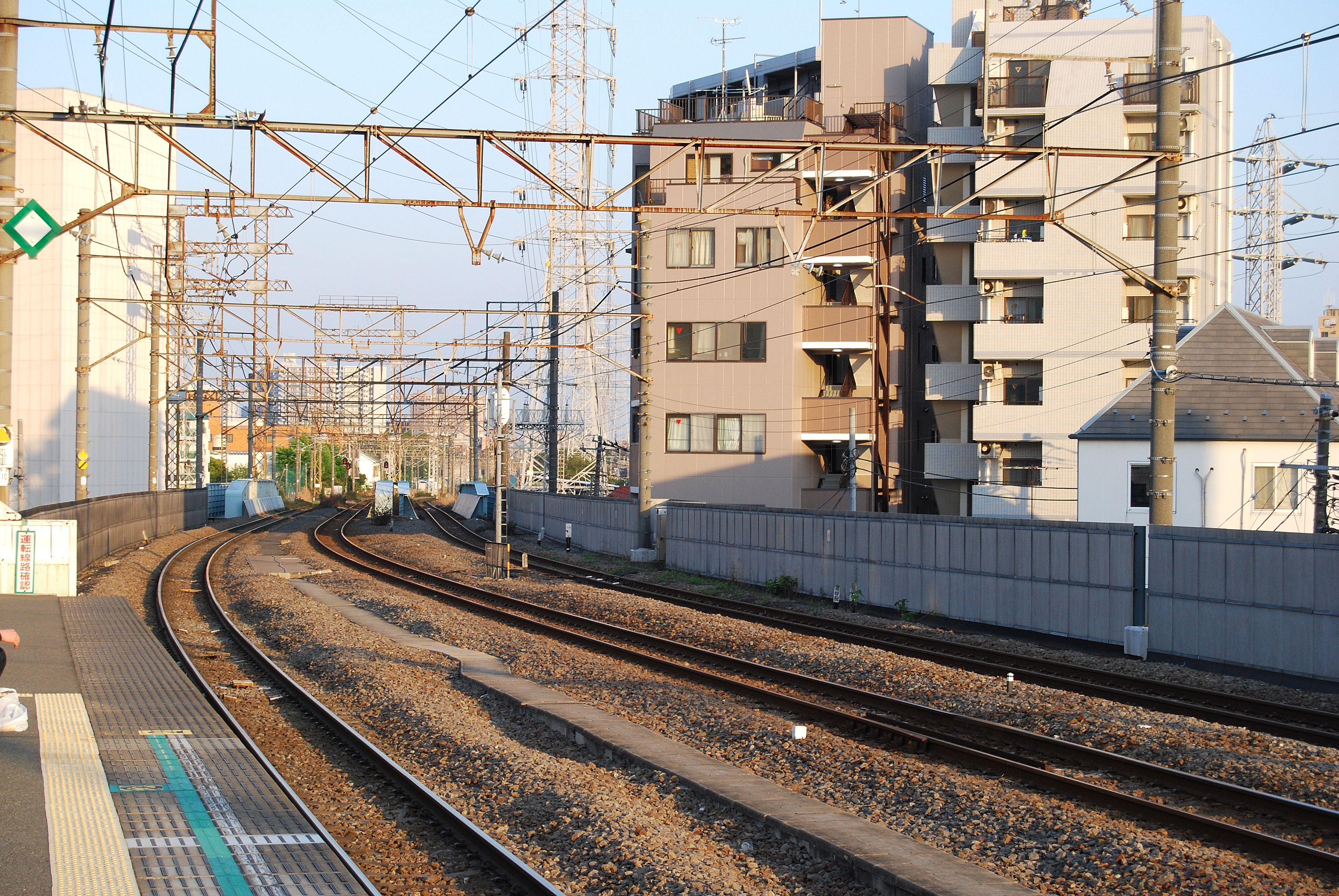
Mit Blick auf Hamakawasaki verlaufen die Tōkaidō-Güterlinie und die Nambu-Zweiglinie parallel zum Bahnhof Hamakawasaki (April 2010)

## Gleise
| 1 | ▉ Keikyū-Hauptlinie | Yokohama • Uraga • Misakiguchi              |
| 2 | ▉ Keikyū-Hauptlinie | Keikyū Kawasaki • Keikyū Kamata • Shinagawa |
| 3 | ▉ Nambu-Linie       | nach Shitte oder Hama-Kawasaki              |

## Linien
| Verlauf der Nambu-Linie |
| --- |
| Kawasaki • Shitte • Yakō • Kashimada • Hirama • Mukaigawara • Musashi-Kosugi • Musashi-Nakahara • Musashi-Shinjō • Musashi-Mizonokuchi • Tsudayama • Kuji • Shukugawara • Noborito • Nakanoshima • Inadazutsumi • Yanokuchi • Inagi-Naganuma • Minami-Tama • Fuchū-Honmachi • Bubaigawara • Nishifu • Yaho • Yagawa • Nishi-Kunitachi • Tachikawa Hamakawasaki-Zweigstrecke: Shitte • Hatchōnawate • Kawasaki-Shinmachi • Odasakae • Hama-Kawasaki |

| Verlauf der Keikyū-Hauptlinie |
| --- |
| Sengakuji • Shinagawa • Kitashinagawa • Shimbamba • Aomono-yokochō • Samezu • Tachiaigawa • Ōmorikaigan • Heiwajima • Ōmorimachi • Umeyashiki • Keikyū Kamata • Zōshiki • Rokugōdote • Keikyū Kawasaki • Hatchōnawate • Tsurumi-Ichiba • Keikyū Tsurumi • Kagetsu-sōjiji • Namamugi • Keikyū Shinkoyasu • Koyasu • Kanagawa-Shimmachi • Keikyū Higashi-kanagawa • Kanagawa • Yokohama • Tobe • Hinodechō • Koganechō • Minamiōta • Idogaya • Gumyōji • Kamiōoka • Byōbugaura • Sugita • Keikyū Tomioka • Nōkendai • Kanazawa-bunko • Kanazawa-hakkei • Oppama • Keikyū Taura • Anjinzuka • Hemi • Shioiri • Yokosuka-chūō • Kenritsudaigaku • Horinouchi • Keikyū Ōtsu • Maborikaigan • Uraga |

## Geschichte
Ab 1905 verbanden Züge auf der Keikyū-Hauptlinie die Städte Tokio und Yokohama miteinander, fuhren an dieser Stelle aber vorerst ohne Halt durch. Die Bahngesellschaft Keikyū eröffnete den Bahnhof Hatchōnawate am 25. Dezember 1916. Vierzehn Jahre später eröffnete die ebenfalls private Bahngesellschaft Nambu Tetsudō eine Zweigstrecke der Nambu-Linie von Shitte nach Hama-Kawasaki, um einen direkten Zugang zum Hafen von Kawasaki zu erhalten. Sie wurde zunächst am 25. März 1930 für den Güterverkehr freigegeben und zwei Wochen später, am 10. April, auch für den Personenverkehr. Während des Pazifikkriegs strebte der Staat danach, verschiedene Privatbahnen von strategisch wichtiger Bedeutung unter seine Kontrolle zu bringen. Entsprechend einer 1941 erlassenen Verordnung ging die Nambu-Linie am 1. April 1944 in staatlichen Besitz über. Der Keikyū-Bahnhofteil war in den ersten sechs Jahrzehnten seines Bestehens von zwei höhengleichen Bahnübergängen begrenzt, was die Kapazität der Strecke stark einschränkte. Der südliche Bahnübergang wurde im Oktober 1974 aufgehoben, während der nördliche bis heute besteht. Im Rahmen der Staatsbahnprivatisierung ging der Bahnhofteil der Nambu-Linie an die neue Gesellschaft JR East über, während JR Freight seither für den Verkehr auf der Tōkaidō-Güterlinie zuständig ist.